# Alexander Buchner
Alexander Buchner, také Sándor Egerváry (3. září 1911 Prešov – 4. října 2000 Praha) byl český muzikolog maďarského původu, organolog, kurátor hudebního oddělení Národního muzea v Praze a hudební kritik.

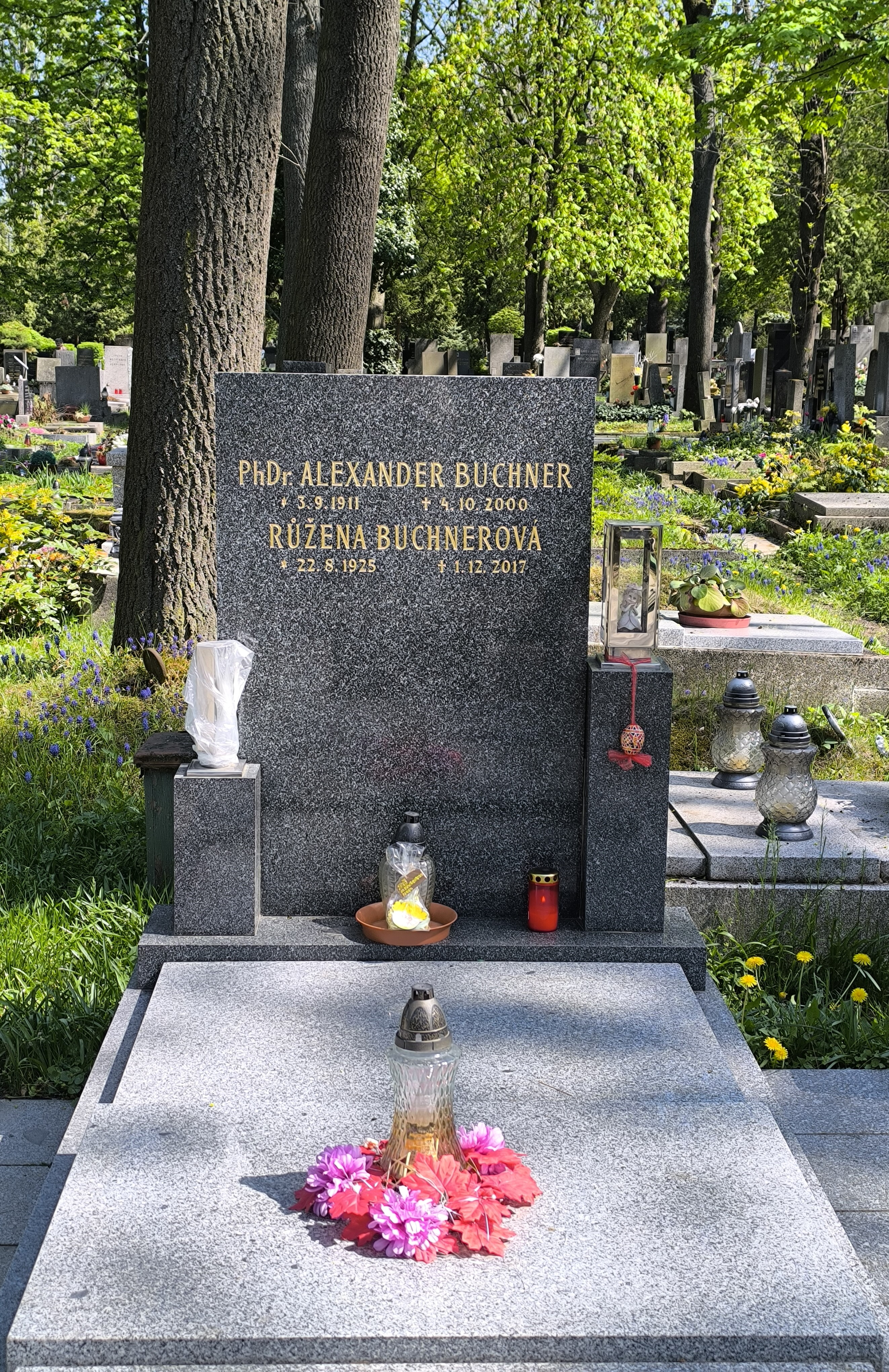
hrob Alexandra Buchnera na Olšanech

## Životopis
Pocházel z rodiny uherského obchodníka Sándora (Alexandra) Marii Buchnera z Györu a jeho manželky. Po absolvování gymnázia v Prešově a v Košicích přišel do Prahy, kde krátce studoval na konzervatoři hru na housle. Dále studoval v letech 1931–1936 na Karlově univerzitě v Praze, nejprve nastoupil na právnickou fakultu, odkud po jednom semestru přešel na filozofickou fakultu ke studiu hudební vědy a estetiky. Doktorát získal 24. října 1936 obhajobou disertační práce s názvem Lisztův myšlenkový svět..
Po studiích se vrátil do Košic, kde v letech 1936–1939 pracoval jako učitel v hudební škole a během druhé světové války v letech 1939–1945 se angažoval ve Slovenském štátě jako hudební redaktor regionálního rozhlasového studia. 
Roku 1945 byl jako branec odveden do československé armády, s níž se dostal zpět do Prahy a vojenskou službu v letech 1945–1948 vykonával jako první houslista Armádního uměleckého souboru Víta Nejedlého. 
V letech 1948–1962 pracoval v hudebním oddělení Národního muzea, v jeho novém sídle ve Velkpřevorském paláci. Vytvořil tam expozici dějin hudby a hudebních nástrojů, nově získaných, především z konfiskovaných sbírek českých klášterů. K ní roku 1954 vydal tištěného průvodce expozicí. V tomto oddělení byl od roku 1949 (po smrti dosavadního přednosty Emila Axmana) jmenován přednostou. Jako první v Československu věnoval výzkum mechanickým hudebním nástrojům, které nazval automatofony. 
Kromě stálého zaměstnání také v letech 1954–1956 externě přednášel organologii na katedře hudební vědy filozofické fakulty Univerzity Karlovy. 
Dále se jako badatel zabýval především širokým spektrem hudebních nástrojů od středověku do moderní doby. Napsal o nich dvě monografie, opakovaně rozšiřované a vydávané v různých cizojazyčných mutacích. 
Věnoval se také dějinám hudby a některým hudebníkům, činným v Praze (Franz Liszt, Wolfgang Amadeus Mozart, Oskar Nedbal), o nichž připravil výstavu i s publikací.
Od roku 1962 až do svého penzionování v roce 1979 pracoval v divadelním oddělení Národního muzea. 
Od roku 1985 až do své smrti vykonával čestnou funkci předsedy Poradního sboru Národního muzea pro nákup hudebních nástrojů.